# Light and Free
Light & Free (anciennement Taillefine) est une marque du Groupe Danone, créée en 1964, qui fabrique des produits laitiers et des crèmes dessert « allégés ».
Les biscuits Taillefine changent de nom en 2009 pour être rebaptisés Belvita.Les produits laitiers deviennent Light & Free en 2022. La marque proposait également des crèmes dessert, des compotes et des boissons.

## Produits
Depuis sa création, la marque a attaqué plusieurs segments de l'allégé (biscuits, gâteaux apéritifs…). En 2011, elle est présente sur les produits laitiers, les compotes, les crèmes dessert et les boissons. 

### Interdiction de vente de l'eau Taillefine nature
À son lancement en 2001, l'eau est enrichie en calcium et magnésium. En 2006, une nouvelle règlementation européenne interdit l'ajout de minéraux dans une eau minérale. La marque doit se mettre en conformité avec cette législation, transposée en droit français en 2007. Selon Le Figaro, elle ne suit pas la directive, cesse la production fin 2008 mais continue de vendre les stocks. En mai 2009, la Direction générale de la concurrence, de la consommation et de la répression des fraudes (DGCCRF) interdit la vente des bouteilles : elles sont retirées des linéaires en décembre 2009. Rue89 qualifie d'« entourloupe » le produit : « l’eau qui fait maigrir, fallait oser ». En effet, selon Marie Claire, la marque « fait de la publicité mensongère en mettant en avant le fait d'être non-calorique (comme toutes les eaux...) ».

### Biscuits
En 1998, Taillefine se lance sur le marché des biscuits. En 2005, le secteur de l'allégé chute et les ventes dégringolent : les biscuits ne représentent plus que 1,3 % de parts de marché en 2009. Le Groupe Danone revend alors sa filiale LU au géant américain Kraft Foods, les biscuits Taillefine sont rebaptisés Belvita en 2009. Cette évolution correspond également à la fin de la mention "allégé" sur les boîtes. 

## Marketing

### Premier produit allégé
En 1964, Danone commercialise un fromage blanc à 0 % de matières grasses. C'est le premier produit allégé du marché français,.

### Le principe du "double 0"
En avril 2005, Taillefine lance le premier yaourt 0 % de matières grasses, 0 % de sucres ajoutés. C'est le "double zéro". La marque recentre alors un maximum de ses produits autour de ce principe, et en élimine d'autres comme la gamme Cremosso en 2006.

### Premier yaourt à la stevia
En 2010, la marque propose une nouvelle gamme de produits à base de stevia. Il s'agit du premier lancement d'envergure avec cet édulcorant d'origine végétale en France. La gamme se décline en quatre parfums : fraise, citron, mangue et cerise.  En 2011, les ventes sont encore timides puisque seuls 7 % des foyers français ont consommé des yaourts à la stevia. 
Cependant, même si la stevia est sans calorie et a un pouvoir sucrant jusqu'à 300 fois supérieur au sucre traditionnel, la plante présente néanmoins un goût de réglisse. Les industriels doivent donc ajouter un pourcentage de sucre pour réduire la saveur de réglisse. Avant de lancer son produit, Taillefine teste une formule contenant uniquement de la stevia. Mais les résultats ne sont pas concluants. Les yaourts à la stevia Taillefine contiennent donc 2,5 % de sucre de canne, soit 10 kcal par pot, pour réduire le goût de réglisse.

## Économie en France
En 2009 et 2010, Taillefine détient 40 % de parts de marché sur les produits laitiers à 0 % de matière grasse. 

### L'allégé en perte de vitesse
Le light a fait son apparition dans les années 1960. Depuis, de nombreux produits ont été déclinés en version allégée. Mais depuis 2005, le secteur est en chute libre, perdant 2 millions d'acheteurs de 2005 à 2009. Les achats de produits light baissent de 16 à 13 kg par an et par personne sur cette période. Et les ventes continuent de faiblir. Selon une étude Nielsen publiée en 2009, les fromages allégés perdent 11 % de leur chiffre d'affaires global en 2008, les yaourts et fromages blancs déclinent de 8,7 % et les desserts enregistrent une baisse de 19,3 %. Les produits Taillefine ne sont pas épargnés. Alors que les biscuits de la marque représentent 30 millions d'euros en 2005, leur vente diminue et arrive à 15 millions en 2008.

### Parts de marché des boissons Taillefine
En juin 2005, soit l'année de son lancement, Taillefine Fiz bénéficie d'une campagne de publicité massive qui permet de tripler le volume des ventes en un mois et de se hisser à la première place des boissons gazeuses aux fruits allégées. En 2010, elles se placent à la 4e marche des ventes.
Côté chiffre d'affaires, les boissons Taillefine Fiz génèrent 18 millions d'euros entre mai 2005 et mai 2006. En 2008, ce chiffre atteint plus de 27 millions d'euros. Un an plus tard, elles représentent 30 millions d'euros de chiffre d'affaires.

### Présence à l'étranger
La marque Taillefine est connue à l'étranger sous le nom de Vitalinea (Espagne, Belgique, Mexique, Îles Canaries, Finlande, Irlande) et de Vitasnella en Italie.
Alors qu'aux États-Unis, Taillefine s'appelle Light & Fit et au Canada Silhouette, en Argentine et en Uruguay, elle se prénomme Ser. Au Brésil, il s'agit de Corpus, au Portugal de Corpos Danone et en Grande-Bretagne.